# Syrisches Heer
Das Syrische Heer, offiziell Syrisch-Arabische Armee (SAA) (arabisch الجيش العربي السوري al-Jaysh al-’Arabī as-Sūrī) genannt, bildete das Heer der Syrischen Streitkräfte. Wegen des Einsatzes im Syrischen Bürgerkrieg sind verlässliche Informationen bezüglich Mannstärke und Ausrüstung nicht verfügbar. Seit dem Fall des Assad-Regimes im Dezember 2024 findet eine Reorganisation des syrischen Heeres statt.

## Gliederung
Dem syrischen Heereskommando direkt unterstehen zwei Artilleriebrigaden, drei SSM-Brigaden mit je drei Bataillonen (je eine Brigade bewaffnet mit 9K52 Luna-M, R-17 und SS-21), zwei Panzerabwehrbrigaden, ein Panzerregiment, die 14. Spezialdivision, zehn unabhängigen Spezialeinsatzregimenter und die Grenzbrigade.
Die übrigen Verbände gliedern sich größtenteils in drei Korpskommandos, im genaueren:
- I. Armeekorps (HQ: Damaskus)
- II. Armeekorps (HQ: Zabadani)
- III. Armeekorps (HQ: Aleppo)

## Einsätze
Das syrische Heer nahm am Palästinakrieg von 1948 bis 1949 teil. Von 1949 bis 1967 unternahm das Heer mehrere Militärputsche. 1973 nahm es am Jom-Kippur-Krieg teil. Weitere Einsätze des syrischen Heeres waren im libanesischen Bürgerkrieg, im Libanonkrieg 1982, im Zweiten Golfkrieg und seit 2011 im Syrischen Bürgerkrieg.